# 微體半線琴脂鯉
微體半線琴脂鯉（学名：Hemigrammocharax minutus）為輻鰭魚綱脂鯉目琴脂鯉亞目複齒脂鯉科的其中一種，為熱帶淡水魚，分布於非洲Luapula河流域，體長可達2.7公分，棲息在底中層水域，生活習性不明。
其种加词“minutus”意为“小的”。